# Rivula aequalis
Rivula aequalis är en fjärilsart som beskrevs av Walker 1863. Rivula aequalis ingår i släktet Rivula och familjen nattflyn. Inga underarter finns listade.